# Dzień Pamięci Osób Transpłciowych
Dzień Pamięci Osób Transpłciowych (Transgender Day of Remembrance, TDoR), znany również jako Międzynarodowy Dzień Pamięci Osób Transpłciowych, obchodzony jest corocznie (od jego powstania) 20 listopada i upamiętnia tych, którzy zostali zamordowani w wyniku transfobii. Służy on zwróceniu uwagi na przemoc, jakiej doświadczają osoby transpłciowe.

## Historia
Dzień Pamięci Osób Transpłciowych został założony w 1999 roku przez Gwendolyn Ann Smith, transpłciową graficzkę, publicystkę, działaczkę, dla upamiętnienia śmierci bostońskiej działaczki na rzecz osób transpłciowych Rity Hester zamordowanej w Allston w stanie Massachusetts. Dzień pamięci ewoluował od internetowego projektu zapoczątkowanego przez Smith do międzynarodowych obchodów. W 2010 roku dzień ten obchodzono w ponad 185 miastach i w ponad 20 krajach.